# 時空警察ハイペリオン
『時空警察ハイペリオン』（じくうけいさつハイペリオン）は、日本の特撮映画である。2009年7月25日に公開。2009年7月31日にはDVD2部作として発売された。
2001年から2007年にオリジナルビデオやテレビ特撮番組としてメディアミックス展開された時空警察ヴェッカーシリーズのスピンオフ作品である。シリーズ第3作『時空警察ヴェッカーシグナ』（以下、『シグナ』と略）のサブキャラクター・時空刑事オリオンこと折尾光四郎を演じた和田三四郎と、光四郎と因縁で結ばれた仇敵・織田優生を演じた森久保祥太郎によるダブル主演作品である。

## ストーリー
折尾光四郎は、助手の冬木玲菜と共に探偵業を営む。実は彼らの正体は、23世紀の時空警察から時を越えてやって来た、時空刑事オリオンとレナリーである。ある日、依頼人・瀬野里香子の行方不明の兄を捜索していた2人に、異形の時間犯罪者が襲い掛かるが、現場へ駆けつけた春日さりあこと時空特捜サリーによって事なきを得る。だが玲菜の親友のはずのさりあは、なぜか玲菜のことを知らないと言い放ち、光四郎に対して異常な敵意で襲いかかる。かろうじて危機を脱した光四郎たちの前に、さらに意外な人物が姿を現す。それはかつての自分たちの仇敵、織田優生だった……。

## 登場人物
折尾 光四郎（おりお こうしろう） / 時空刑事オリオン
演 - 和田三四郎
時空犯罪を取り締まる時空刑事の1人で、多くの時空刑事たちの憧れの的。23世紀の未来から21世紀の現代の世界に赴任し、パートナーの冬木玲菜とともに時空犯罪を追う。表向きの顔は探偵として横浜で事務所を構えているが、仕事はもっぱら、行方不明のペットの捜索ばかり。
織田 優生（おだ ゆうせい） / 時空刑事オリオン
演 - 森久保祥太郎
突如として光四郎の前に現れた、もう1人の時空刑事オリオン。かつての『時空警察ヴェッカーシグナ』での光四郎の仇敵・織田優生と同じ名前と顔を持つ。表向きの顔は光四郎と同じく横浜の探偵だが、明るい光四郎とは対照的に、斜に構えた性格。
冬木 玲菜（ふゆき れいな）/ 時空刑事レナリー
演 - しほの涼
光四郎のパートナー。『シグナ』では時空刑事の研修生であったが、同作最終回で時空刑事に就任、光四郎との協力体制で21世紀に赴任している。普段は光四郎の探偵業を手伝い、事務所の財政を助けるためにメイド喫茶でも働いている。
三ツ星 ひかり（みつぼし ひかり） / 時空刑事リゲル
演 - 山口ひかり
織田優生のパートナー。任務では冷静沈着に、私生活では世話女房のように優生をサポートする。
時空特捜アレス
演 - 寺島拓篤
時空警察の特別捜査官・時空特捜の1人だが、時空犯罪者は刑罰を与えるのではなく抹殺すべきと唱える異端派に属している。全時代の時空刑事の抹殺のため、時空警察本部に奇襲を加える。
一條 海人（いちじょう かいと） / 時空刑事カイト
演 - 入野自由
織田優生が弟のように想っていた時空刑事。メカに強い。20世紀の世界に興味を持っており、1989年の世界に、自ら志願して派遣される。
瀬野 理香子（せの りかこ）
演 - 村田あゆみ
光四郎の事務所を訪れた依頼人。目の前で忽然と消えたという兄の捜索を光四郎に依頼したことから、物語が始まる。
ニーナ・ケルガー / 時空刑事ニーナ
演 - 新名彩乃
光四郎たちの時代よりも100年以上未来の24世紀世界に存在する時空警察の時空刑事。アレスらの奇襲で生じた時空の危機を光四郎たちに伝えるため、21世紀の現代に現れる。
春日 さりあ（かすが さりあ） / 時空特捜サリー
演 - 葉月あい
『シグナ』の主人公。同作最終回で時空特捜に任命された。玲菜とは同じ研修仲間で親友のはずだが、なぜか光四郎に敵意を向ける。
咲山 悠子（さきやま ゆうこ）
演 - 小根山悠里香
玲菜とともにメイド喫茶で働く少女。自分の名前以外の一切の記憶を失っている。
シド・ヨーハン
演 - 黒部進（特別出演）
24世紀世界の時空警察本部の長官で、時空刑事ニーナの直属の上司。
咲山 健太（さきやま けんた）
演 - 高峰圭二（特別出演）
光四郎たちの探偵事務所のあるビルのオーナー。かつて実子を事故で失って以来、気弱な性格。

## 製作
時空警察ヴェッカーシリーズの監督・畑澤和也が、『時空警察ヴェッカーシグナ』におけるサブキャラクター・オリオンを主人公とした物語を構想していたところ、アソシエイトにクレジットされた盛田正和がマクザムに企画書を持込み、マクザムのトップ・菊池笛人が企画に目を留め、オリジナルDVD2巻としての製作が決定した。さらにマクザムからの働きかけにシネマート新宿が応えたことから、『ヴェッカー』初の劇場版作品となる。タイトルの「ハイペリオン」も、オリオンを主役したスピンオフ作品として「hyper-orion」＝「超オリオン」を意味している。ヴェッカーシリーズにもかかわらずタイトルが『ハイペリオン』なのは、女性中心キャストのイメージが強い一連の過去作品に対し、イメージを男性中心キャストとして改める意図が持たれている。
世界観は『シグナ』の設定を継承しており、従来のシリーズで何度か描かれたタイムパラドックスに加え、これまでの世界観上で否定していたパラレルワールドの観念が本作品の骨子となっている。脚本担当の竹田裕一郎は多くのアニメ作品を手がけた脚本家で、実写作品は本作品が初挑戦となる。竹田は『シグナ』の全話脚本を担当した兵頭一歩の先輩にあたり、「萌え」に依らない硬質なSFストーリーと緻密な設定に定評があることから、本作品の脚本に起用された。
ヴェッカーシリーズ初参加となった上記、脚本の竹田裕一郎を始め、コスチュームデザインの木村貴宏、音楽の永田一直・吉田哲人、スタイリスト佐藤勝美らの起用は、自身も初参加となる制作会社プロデューサー松本竜欣の人脈と発注によるもので、彼は音楽監督も兼任し、これまでのインディペンデント系特撮との差別化を図るべく奔走した。畑澤はその奔走を「獅子奮迅の行動」と称えた。
キャスティング上では、スーツアクターとしての活躍が多い和田三四郎に加え、森久保祥太郎をはじめとする声優陣など、普段は素顔を出さない面々が俳優として出演していることが大きな特徴の一つ。顔出し出演や特撮出演が初経験という声優も多く、特撮やアニメで俗に「中の人」と呼ばれる面々の、俳優としての実力を見せることがキャスティング上のコンセプトとされている。声の仕事に長ける声優陣の出演が多いことから、劇中の台詞の力強さ、声の威力もまた特色の一つに挙げられており、出演者の和田三四郎やしほの涼らも、共演した声優陣の台詞の力強さに感嘆している。
『シグナ』の続編としての作品でもあることから、同作の主演陣である葉月あい、しほの涼も同作と同じ役柄で引き続き出演。新ヒロインである山口ひかりは、畑澤和也作品『ビットバレット』でのアクションの好演を買われて本作品の準主役に抜擢された。往年の特撮作品「ウルトラシリーズ」から、『ウルトラマン』の主演・黒部進、『ウルトラマンA』の主演・高峰圭二が特別出演したことも話題となり、人気声優と特撮ヒーローのコラボレーション作品としても注目された。
主人公・折尾光四郎が、黒のスーツに帽子にサングラス姿でベスパ（スクーター）を乗り回すといった、探偵ドラマ『探偵物語』のオマージュの場面も見どころとされ、設定上では未来人である光四郎が、21世紀世界に探偵という名目で滞在するにあたり、過去の探偵ドラマ『探偵物語』のDVDで現代世界の探偵の佇まいを研究していたためとされている。

### スタッフ
- 原作・監督：畑澤和也
- 企画・製作：菊池笛人、畑澤和也
- プロデューサー：川窪康裕、松本竜欣
- 音楽監督：松本竜欣、永田一直
- 音楽：永田一直、吉田哲人
- 脚本：竹田裕一郎
- 撮影：土田淳一
- 照明：田中洋一
- 編集：宮田健太郎
- アクション監督：南辻史人
- CGディレクター：田辺正章
- ヒーローデザイン：畑澤和也、西尾雅弘
- モンスターデザイン：丸山浩
- コスチュームデザイン：木村貴宏
- デザインワークス：益子晃
- アートディレクション：松本竜欣
- 美術協力：谷口守泰
- 制作：ミリオンエンタテインメント
- 企画・製作：マクザム、ミリオンエンタテインメント

### 音楽
後述のDVD版第2巻オープニング主題歌「Parallel World」は、主演の森久保が自ら作詞・作曲。誰もが日常的に、葛藤や本音と建前など対になるものを抱いて生きているが、それが本作品のテーマにも通じるとして歌詞を書き、動きの激しい作品に似合う激しい曲を作ったという。サウンドトラック「時空警察ハイペリオン」は、2001年に解散した音楽ユニット・FANTASTIC EXPLOSIONの再結成後の初のアルバム作品となる。
- 劇場版・DVD第1巻オープニング主題歌「Never surrender」（作詞・歌：森久保祥太郎、作曲・編曲：井上日徳）
- DVD第2巻オープニング主題歌「Parallel World」（作詞・歌：森久保祥太郎、作曲：森久保祥太郎・井上日徳、編曲：井上日徳）
- DVD第1巻エンディング主題歌「Home sweet home」（作詞・作曲・歌：森久保祥太郎、編曲：井上日徳）
- 劇場版・DVD第2巻エンディング主題歌「いまの君が遠くても」（歌：美郷あき、作詞：畑亜貴、作曲・編曲：黒須克彦）
- サウンドトラック「時空警察ハイペリオン」（EXT RECORDINGS）

### DVDリリース・派生作品
劇場版は、本来オリジナルDVD作品として制作されていた本作品を劇場用作品として再編集したものであり、公開から1週間後、本来のスタイルとして、劇場版でカットされた場面を含めたディレクターズ・カット版DVD『時空警察ハイペリオン [旅立2009]』『時空警察ハイペリオン [決着1989]』の2巻が同時リリースされた。
DVD作品として制作されていた時点では2巻以降の続巻展開が想定されていたため、DVD2巻のみでは物語は完結していない。劇場版公開時は映画作品として未完はありえないとの配慮から、エンディングロール後に真のエピローグが追加されている。2009年12月、このエピローグを収録した劇場公開版DVDが『時空警察ハイペリオン the MOVIE』のタイトルでリリースされた。
公開2ヶ月前の2009年5月からは、公式サイトで畑澤の著作によるサイドストーリー小説『時空警察ハイペリオン ROUND 0』の連載が開始されたが、公式サイト消滅により完結していない。劇場公開翌年の2010年3月には、森久保の単独主演によるドラマCD『時空警察ハイペリオン外伝 幕末異聞伝』が発売された。